# Molybdän(III)-bromid
Molybdän(III)-bromid ist eine anorganische chemische Verbindung des Molybdäns aus der Gruppe der Bromide.

## Gewinnung und Darstellung
Molybdän(III)-bromid kann durch Reaktion von Molybdän mit Brom in einer Kohlendioxidatmosphäre bei 350 °C gewonnen werden.
{\displaystyle \mathrm {2\ Mo+3\ Br_{2}\longrightarrow 2\ MoBr_{3}} }
Ebenfalls möglich ist die Darstellung durch Reduktion von Molybdän(IV)-bromid mit Molybdän, Wasserstoff oder einem Kohlenwasserstoff.

## Eigenschaften
Molybdän(III)-bromid ist ein schwarzer Feststoff, der in Form von dicht verfilzten Kristallnadeln vorliegt und unlöslich in Wasser und Säuren, jedoch leicht löslich in siedendem, wasserfreiem Pyridin (als [MoBr3Py3]) ist. Er zersetzt sich beim Glühen unter Luftausschluss in Molybdän(II)-bromid und Brom. Molybdän(III)-bromid hat eine orthorhombische Kristallstruktur vom Ruthenium(III)-bromid-Typ mit der Raumgruppe Pnmm (Raumgruppen-Nr. 59, Stellung 2) (a = 659,5 pm, b = 1142,3 pm, c = 606,0 pm) und vier Formeleinheiten in der Elementarzelle.